# Edmondo Bonansea
Edmondo Bonansea (Sestri Ponente, 22 settembre 1917 – 20 febbraio 1989) è stato un calciatore e allenatore di calcio italiano, di ruolo centrocampista.

## Caratteristiche tecniche
Era una mezzala destra, dotato di ottima tecnica individuale.

## Carriera

### Giocatore
Nella stagione 1933-1934, all'età di 16 anni, esordisce in Prima Divisione (la terza serie dell'epoca) con la Pro Gorizia, con cui gioca 4 partite senza mai segnare. Gioca poi in Serie C con la formazione goriziana nelle stagioni 1936-1937 e 1937-1938 (in precedenza aveva giocato invece sempre con la Pro Gorizia in Prima Divisione); durante questi anni pratica anche l'atletica leggera, competendo principalmente in gare di velocità: nel 1936 e nel 1937, complici i suoi buoni risultati cronometrici (correva in 54"), riesce anche a partecipare ai campionati italiani assoluti nei 400 metri piani.
Successivamente, nella stagione 1938-1939 mette a segno 3 reti in 17 presenze nel campionato di Serie C con il L.R. Vicenza; a fine stagione si trasferisce alla Fiorentina, formazione di Serie A, con cui rimane per l'intera stagione 1939-1940 senza però mai scendere in campo in partite ufficiali. A fine stagione fa ritorno al Vicenza, con cui nel corso della stagione 1940-1941 gioca poi 5 partite nel campionato di Serie B. Nella stagione 1941-1942 gioca invece in prestito al Marzotto Valdagno, in Serie C. Passa poi agli abruzzesi del Chieti, con i quali nel corso della stagione 1942-1943 gioca tutte e 22 le partite disputate dai teatini nel campionato di Serie C (concluso con un secondo posto in classifica) e mette a segno 7 reti. Dopo una sola stagione lascia i neroverdi e fa ritorno alla Pro Gorizia, club con il quale nel corso della stagione 1943-1944 gioca 4 delle 14 partite totali disputate dal club nel campionato di Divisione Nazionale, che in quella stagione venne disputato per le squadre del centro-nord Italia al posto della Serie A. Dopo la fine della seconda guerra mondiale va poi a giocare al Trento, con cui nel corso della stagione 1945-1946 gioca 16 partite in seconda divisione (torneo che in quella stagione era costituito dalla Serie B-C Alta Italia) su 22 totali in programma nel torneo. Trascorre infine la stagione 1946-1947 nel Bressanone, club di cui è contemporaneamente anche allenatore.

### Allenatore
Nella parte finale della stagione 1947-1948 subentra a stagione in corso sulla panchina dell'Union Feltre, in Serie C, non riuscendo ad impedire la retrocessione del club in Prima Divisione, campionato che però vince nella stagione successiva, guidando poi il club veneto anche nella stagione 1949-1950, nel campionato di Promozione (la massima divisione dilettantistica italiana dell'epoca).
Nella stagione 1951-1952 allena invece in coppia con Umberto Lena lo Spezia, nel campionato di Serie C, venendo però esonerato dopo quattordici partite. Dal 1953 al 1955 allena invece nuovamente l'Union Feltre, in Prima Divisione. Nella stagione 1956-1957 vince il girone D del campionato di IV Serie con il Belluno, non conquistando però la promozione in Serie C in seguito alla sconfitta nelle finali nazionali contro la Sarom Ravenna. In seguito, nella stagione 1961-1962 allena la Pro Gorizia nel campionato di Serie D.
Dal 1962 al 1964 allena nuovamente il Belluno, in Prima Categoria (massimo livello regionale e quinta divisione italiana dell'epoca), mentre nella stagione 1964-1965 è tecnico del Monfalcone, in Serie C; successivamente, nella stagione 1965-1966 subentra a stagione in corso (a sei giornate dalla fine del campionato) al posto di Natale Faccenda sulla panchina della Pistoiese, formazione di Serie C, con cui conquista un undicesimo posto in classifica nel campionato di terza serie (in precedenza allenava nelle giovanili del club toscano). Nella stagione 1967-1968 allena invece i toscani del Jolly Montemurlo, mentre nella stagione 1968-1969 allena gli abruzzesi dell'Avezzano nel campionato di Serie D. Nel 1971 fa ritorno al Montemurlo, nel frattempo promosso in Prima Categoria, con cui rimane fino al termine della stagione 1973-1974. Nella parte finale della carriera ha anche allenato Aglianese, Sangiorgina e nuovamente la Pro Gorizia. Ha allenato a livello dilettantistico anche nei triestini dell'Azzurra Premariacco, guidando le giovanili del club dal 1980 al 1989, anno della sua morte.

## Palmarès

### Allenatore

#### Competizioni nazionali
- IV Serie: 1

Belluno: 1956-1957 (girone D)

#### Competizioni regionali
- Prima Divisione: 1

Union Feltre: 1948-1949